# Rom (Star Trek)
Rom és un personatge recurrent a Star Trek: Deep Space Nine. És interpretat per Max Grodénchik.
Rom és un ferengi, fill de Keldar i Ishka. És el germà petit de Quark i el pare de Nog. A la sèrie sovint s'utilitza per a l'alleujament còmic, però al llarg de la sèrie el personatge guanya importància. A les primeres temporades, treballa al bar de Quark.

## Antecedents
Max Grodenchik va interpretar anteriorment dos personatges ferengi diferents als episodis de Star Trek: La nova generació "Les vacances del capità" i "La parella perfecta". Mentre treballava a "La parella perfecta", el cap del departament de maquillatge Michael Westmore va parlar a Grodénchik sobre una nova sèrie de Star Trek, que inclouria un ferengi com a personatge regular i que el seu agent hauria de comprovar si hi hauria una convocatòria de càsting d'aquí a uns mesos. Mesos més tard, Grodénchik va llegir per al paper de Quark en una convocatòria de càsting gran i concorreguda, però no va sentir que l'audició hagués anat bé i no esperava tenir notícies, oblidant-se'n. Unes setmanes més tard, en una convocatòria de càsting més petita, va tornar a fer l'audició, però tampoc va pensar que hagués anat bé aquella vegada. Mentre esperava decebut fora de les portes dels estudis Paramount, Armin Shimerman es va acostar i va parlar amb ell. Shimerman havia descobert que eren els dos últims candidats al paper de Quark, però també es va adonar que el guió esmentava el nebot de Quark Nog i, per tant, hi havia la possibilitat que hi hagués el paper del pare de Nog. A l'episodi pilot, va ser contractat per un dia de feina per al paper de "Cap del Pou Ferengi". Grodénchik va ser contractat per a un episodi a la vegada i va ser contractat dia a dia durant la durada del seu paper com a Rom. Va ser contractat de nou com a estrella convidada al quart episodi i va ser acreditat com a "Rom". Tornaria a interpretar Rom en trenta-set episodis.

## Visió general
A l'univers de ciència-ficció de Star Trek, Rom va néixer al voltant del 2335. Rom no té la perspicàcia empresarial típicament associada amb la raça ferengi; se'l descriu com algú que "no tenia els 'lòbuls' per als negocis". Té un do especial per arreglar coses, però fins al voltant del 2372, treballa exclusivament com a cambrer i mosso de magatzem al bar del seu germà Quark a l'estació espacial Espai Profund 9 (DS9). Rom mostra sovint una manca de confiança, en gran part a causa del costum de Quark de menysprear-lo. Hi ha proves que suggereixen que Quark intentava protegir Rom d'un fracàs inevitable impedint-li aventurar-se en negocis pel seu compte. Tanmateix, després de quatre anys vivint entre ciutadans de la Federació i bajorans a l'estació, i després de l'admissió del seu fill Nog a la Flota Estel·lar (cosa que el va fer sentir molt orgullós), Rom deixa el bar per convertir-se en enginyer de la milícia bajorana. Tot i així, Rom encara freqüenta el bar i fa companyia al seu germà sovint, però com a client de pagament a qui Quark ha de respectar.
Odo descriu una vegada a Rom com "un idiota, [que] no podria arreglar una palla si estava torta". Aquestes opinions només es deuen a la ineptitud social de Rom i al seu comportament dòcil, gairebé submis, i contrasten amb el seu geni com a enginyer. El seu talent juga un paper important a la guerra del Domini. El 2373, Rom dissenya i distribueix un camp de mines autoreplicant que bloqueja l'accés al forat de cuc bajorà i impedeix que els reforços del Domini entrin al Quadrant Alfa durant alguns mesos.
La seva primera esposa, Prinadora, va donar a llum el seu fill Nog. Ella es va quedar a Ferenginar quan Rom va arribar per primera vegada a Espai Profund 9, però el matrimoni es va dissoldre més tard després que ella i el seu pare li robessin la major part dels beneficis. Rom finalment es va casar amb Leeta, una noia Dabo bajorana que treballava al bar de Quark, després d'un període de dubtes sobre el seu amor després d'haver estat cremada en el seu primer matrimoni.
Quan el Gran Nagus Zek es torna menys avar després d'entrar en contacte amb els profetes bajorans, funda l' Associació Benèfica Ferengi i nomena Rom president ("Prophet Motive"). Actuant de manera atípica, Rom aprofita l'oportunitat i malversa diners de l'organització benèfica.
Al llarg dels seus set anys a DS9, Rom experimenta un gran creixement personal com a company, pare i en gairebé tots els altres aspectes de la seva vida i carrera. També demostra ser valuós, en diverses ocasions, ajudant la seva gent a afrontar problemes importants que afronta la seva societat. No menys important a través de la influència dels seus veïns de la Flota Estel·lar, Rom esdevé un individu més ametent i curós. L'any 2375, per a sorpresa de tothom, inclòs el mateix Rom, Zek nomena Rom per succeir-lo com a Gran Nagus, convertint-se en el nou líder dels Ferengi i la seva economia. Sovint es fa referència a les afiliacions polítiques de Rom com a esquerres i més liberals que les del seu germà. A l'episodi "Bar Association", forma un sindicat del personal del bar de Quark i cita Karl Marx ("Treballadors del món, uniu-vos! No teniu res a perdre més que les vostres cadenes!"), a més de demostrar admiració per l'avantpassat de Miles O'Brien, Sean Aloysius O'Brien, un líder sindical.
Quark, Rom i Nog no entenen ni parlen anglès/estàndard de la Federació, sinó que confien en traductors universals implantats a prop de les orelles ("Little Green Men").
L'última aparició de Rom a la sèrie és "The Dogs of War", el penúltim episodi de la temporada final.

## Star Trek: Lower Decks
L'any 2381, el Gran Nagus Rom i la seva dona, la Primera Secretària Leeta, van instituir nombroses reformes com ara desincentivar el comerç d'armes per centrar-se a llarg termini en altres prioritats, com ara la indústria hotelera. Durant el procés preliminar per aconseguir que el món natal dels ferengi s'uneixi a la Federació Unida de Planetes, posen a prova la representació de la Federació per veure si són crèduls per les seves oneroses negociacions contractuals. Després de quedar impressionats pel capità Freeman, que els atrapa amb èxit en un compromís impossible per escrit per portar el món natal dels klíngons a la Federació, demostrant així també que la Federació respecta la cultura dels ferengi, accepten signar l'acord original. A més, el Gran Nagus Rom també es dedica al beisbol amb un equipament personal considerable per a aquest esport. (Star Trek: Lower Decks: Parth Ferengi's Heart Place)

## Aparicions
Rom apareix als episodis següents:
| Temporada 1 - Emissary, part I - A Man Alone - The Nagus - Vortex Temporada 2 - The Homecoming - The Siege - Rules of Acquisition - Necessary Evil - Rivals Temporada 3 - The House of Quark - Heart of Stone - Prophet Motive - Through the Looking Glass - Presenta l'única aparició del Rom de l'Univers mirall, que és un soldat endurit per la batalla amb la Rebel·lió Terrana. - Family Business - Facets Temporada 4 - Little Green Men - Our Man Bashir - Bar Association - Body Parts | Temporada 5 - The Assignment - The Ascent - Doctor Bashir, I Presume? - Ferengi Love Songs - Call to Arms Temporada 6 - Behind the Lines - Favor the Bold - Sacrifice of Angels - You Are Cordially Invited... - The Magnificent Ferengi - Profit and Lace Temporada 7 - Take Me Out to the Holosuite - Treachery, Faith, and the Great River - The Siege of AR-558 - It's Only a Paper Moon - The Emperor's New Cloak - The Dogs of War |

## Recepció i anàlisi

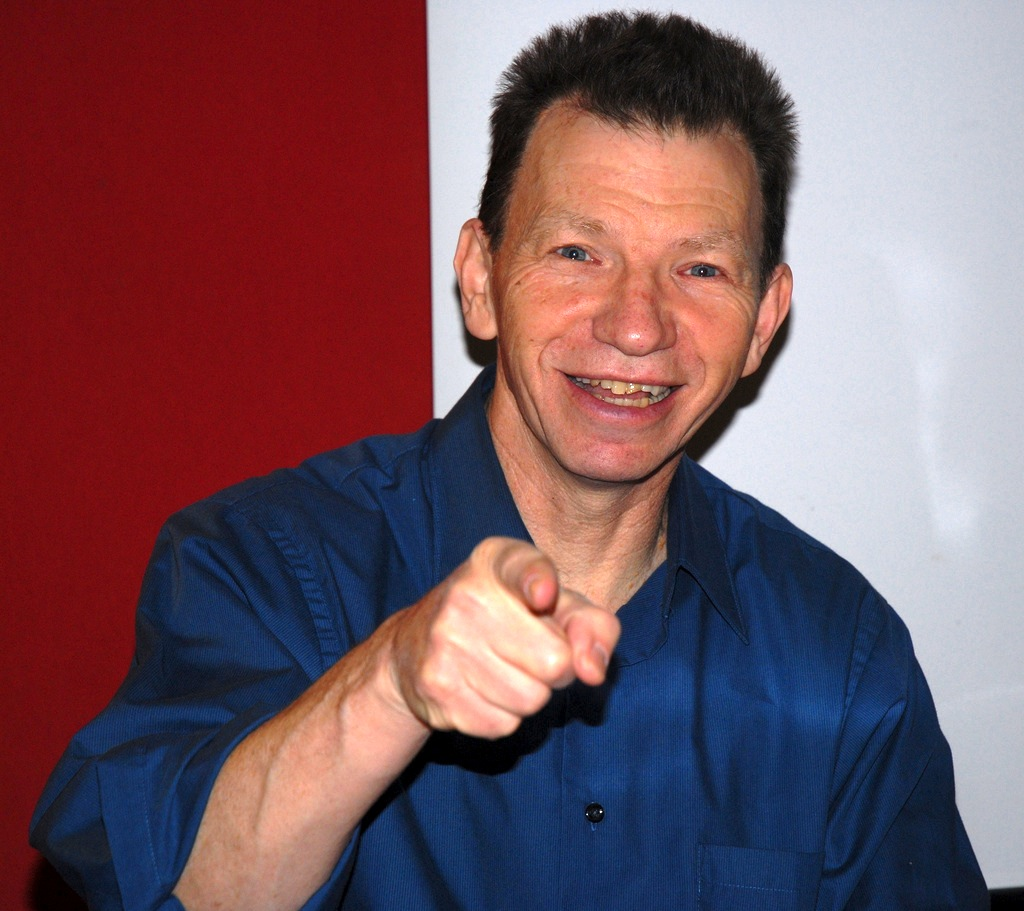
Rom és interpretat per l'actor Max Grodénchik.

L'estudiós dels mitjans de comunicació Daniel Sutko va descriure Rom com un "bufó adorable". Tot i que sovint s'utilitza per a un efecte còmic, l'autor de Trekonomics, Manu Saadia, va considerar que Rom era central en el que considerava el punt d'inflexió de l'"arc ferengi" a DS9. Va patir perquè els seus considerables talents no eren adequats per progressar a la seva societat, però "Rom finalment s'allibera de les restriccions ideològiques de la seva pròpia cultura, segles i segles de tradicions i comportaments après. Descobreix que realment pot fer-ho, i que això no el mata". Com que els ferengi es presenten com "una mena de paròdia de l'empresari adquisitiu americà dels anys 90 o 2000", la gran transformació de Rom s'exemplifica adequadament amb la formació d'un sindicat i fins i tot citant literalment el Manifest Comunista. Així mateix, Uwe Meyer va afirmar que Rom s'inspira en la ideologia humana, tant comunista com la dels sindicats estatunidencs, i que es presenta d'una manera agradable, sobretot perquè està fortament influenciat pels valors de la Federació. J. Emmentt Winn, en canvi, va veure l'arc argumental dels ferengi, en què Rom tenia un paper important, com a problemàtic, com a desenvolupament cap a l'assimilació de "l'altre" a la cultura dominant, l'elecció "correcta" només en la visió etnocèntrica d'aquella cultura dominant.
Nadja Sennewald va analitzar els papers de Rom i Quark en dos episodis de DS9 amb intercanvi de gènere. Rom es mostra generalment com a poc masculí, cosa que s'emfatitza a l'episodi "Profit and Lace" presentant-lo com un expert en moviments "femenins", i molt més adequat per imitar una dona que Quark, que en realitat ha d'omplir aquest paper. A "Rules of Acquisition", un Rom envejós competeix amb Pel, una dona ferengi disfressada d'home, per l'atenció de Quark. Rom es presenta de nou com a feminitzat en termes ferengi, tant biològicament (té els lòbuls de les orelles relativament petits) com culturalment (li falta perspicàcia empresarial). Aquesta relació a tres bandes es presenta repetidament en termes cinematogràfics com un triangle on Rom és relegat a un costat o a un segon pla. Al final, Rom restableix la seva masculinitat superant Quark, fent-lo xantatge perquè li transfereixi el bar i exposant i expulsant Pel.
El 2013 Wired va dir que Rom era possiblement el millor personatge de Star Trek: Deep Space Nine, i fins i tot de tota la franquícia Star Trek. Elogien com Max Grodénchik va donar vida al personatge, presentant un personatge matisat i estratificat al llarg de les set temporades. Assenyalen com Rom es transforma de ser un company còmic de Quark a un personatge salvador que era molt més important per a la sèrie.El 2021, Julian Beauvais, escrivint per a Screen Rant, va pensar que Rom era un personatge honorable per intentar tenir cura de la seva família, utilitzar les seves habilitats d'enginyeria per ajudar a derrotar el Domini durant la guerra i, com a Gran Nagus, planejar reformar la societat ferengi per ser més igualitària. El 2015, SyFy va classificar Rom entre els 21 personatges secundaris més interessants de Star Trek, comentant que "estava lluny del típic ferengi" perquè no era bo en els negocis.